# Petar Puača
Petar Puača (in serbo Петар Пуача?; Belgrado, 14 aprile 1972) è un ex calciatore serbo, di ruolo attaccante.

## Carriera
Dopo una stagione al Partizan Belgrado (nella quale non è mai sceso in campo in partite ufficiali), dal 1991 al 1994 ha giocato nella massima serie jugoslava nella stagione 1991-1992, durante la quale ha giocato 7 partite con la maglia dell'OFK Belgrado; è rimasto nel club per altre due stagioni, nel campionato serbo, nel quale ha segnato in totale 12 gol in 28 presenze. In seguito ha giocato per due anni nella seconda serie serba con l'Obilic e poi per un'altra stagione in massima serie con l'OFK.
Nella prima parte del campionato 1996-1997 ha fatto parte della rosa del Lecco, per poi tornare in patria nella Stella Rossa, squadra in cui già aveva giocato a livello giovanile e con cui ha messo a segno 2 reti in 11 presenze nel campionato serbo.
Dopo un breve periodo all'Helsingborg, con cui ha esordito nella massima serie svedese, nel 1998 si è accasato al Sint-Truden, squadra di Jupiler League (la massima serie belga), venendo allontanato dalla squadra tre settimane dopo il suo arrivo, prima ancora di aver esordito in partite ufficiali. Si è quindi trasferito alla Cremonese, con cui nella stagione 1998-1999 ha segnato 2 gol in 8 partite nel campionato di Serie B.
Dal 1999 al 2001 ha giocato in patria in massima serie, mentre nella stagione 2000-2001 ha segnato 2 reti in 5 presenze nell'AEK Larnaca, squadra della massima serie di Cipro. Dopo tre anni di inattività nel 2004 ha giocato una partita nel campionato serbo (la numero 94 della sua carriera, con anche 32 reti realizzate) con il Borac Cacak, e nel 2006 si è ritirato dopo aver giocato per una stagione nella seconda serie ungherese con la maglia del Nyíregyházi Spartacus, con cui ha segnato 2 gol in 5 presenze.

## Palmarès

### Club

#### Competizioni nazionali
- Coppa di Serbia: 1

Stella Rossa: 1995-1996